# فرودگاه اورموک
فرودگاه اورموک (به انگلیسی: Ormoc Airport) (به زبان بومی: Paliparan ng Ormoc) یک فرودگاه همگانی مسافربری با کد یاتا OMC است که یک باند فرود بتن دارد و طول باند آن ۱۴۰۹ متر است. این فرودگاه در کشور فیلیپین قرار دارد و در ارتفاع ۲۵ متری از سطح دریا واقع شده است.

## شرکت‌های هواپیمایی و مقصدهای پروازی
| شرکت‌های هواپیمایی         | مقصدهای پروازی |
| ------------------------- | -------------- |
| سبو پسیفیک اجرا توسط سبگو | مکتان-کبو      |